# Воропанов, Николай Николаевич
Николай Николаевич Воропанов (8 [20] сентября 1854 — 22 марта 1918) — генерал-лейтенант Российской императорской армии. Участник русско-турецкой войны 1877—1878 годов, ахал-текинской экспедиции, российского похода в Персию и Первой мировой войны. Кавалер ордена Святого Георгия 4-й степени и золотого оружия с надписью «За храбрость».
Дед Кирилла Константиновича Кузьмина, шестикратного чемпиона СССР по альпинизму.

## Биография
Родился 8 сентября 1854 года в имении Куриловка (Суджанский уезд, Курская губерния) в православной дворянской семье Воропановых. На службу в императорскую армию поступил 31 августа 1873 года. В 1877 году окончил Чугуевское пехотное юнкерское училище. 24 июля того же года получил чин прапорщика и направлен в 81-й пехотный Апшеронский полк 21-й пехотной дивизии.
Участвовал в русско-турецкой войне 1877—1878 годов, во время которой получил контузию. Участвовал в туркестанской экспедиции 1879—1881 годов. 14 января 1880 года получил чин подпоручика. В 1881 году «за отличие» произведён в поручики, со старшинством с 12 августа 1880 года, и удостоен золотого оружия с надписью «За храбрость».
Особо отличился в ходе штурма крепости Геок-Тепе 12 января 1881 года, в ходе которого, командуя ротой охотников, овладел минным обвалом, после чего штурмом взял крепостную стену вправо от обвала. Подкреплённый тремя взводами 2-й роты 84-го пехотного Ширванского полка, взводом 11-й роты и ракетным взводом Туркестанского отряда, занял весь восточный фас крепости и часть северного фаса, с прилегающими к нему траверсами. В ходе боя его отрядом было отбито обратно знамя 3-го батальона 81-го пехотного Апшеронского полка, захваченное текинцами во время ночного нападения 28 декабря, и захвачено единственное текинское орудие и четыре значка. 29 апреля 1882 года за отличия во время штурма Геок-Тепе награждён орденом Святого Георгия 4-й степени.
Произведён в чин штабс-капитана со старшинством с 15 марта 1885 года, капитана — с 15 марта 1889 года. В течение восьми лет командовал ротой, в течение двух лет — батальоном. 26 февраля 1896 года произведён в подполковники и переведён в 107-й пехотный Троицкий полк 27-й пехотной дивизии. 26 ноября 1900 года «за отличие по службе» получил чин полковника. 22 марта 1901 года назначен командиром5-го Кавказского стрелкового батальона. С 31 декабря 1901 года по 9 февраля 1907 года был командиром 5-го Финляндского стрелкового полка 2-й Финляндской стрелковой бригады. В 1906 году «за отличие по службе» произведён в генерал-майоры (старшинство установлено с 31 мая 1907 года). С 9 февраля 1907 года по 19 июля 1911 года был командиром 2-й бригады 37-й пехотной дивизии. С 19 июля 1911 года по 24 марта 1915 года был начальником 2-й Кавказской стрелковой бригады.
В декабре 1911 года стал участником похода в Персию. С 1911 года по 1913 год был начальником Азербайджанского отряда, который дислоцировался в пограничных районах Персии.
Во время Первой мировой войны воевал на Кавказском фронте. 8 мая 1915 года произведён в генерал-лейтенанты, со старшинством с 19 июля 1914 года. С 24 марта по 21 сентября 1915 года был начальником 66-й пехотной дивизии. В июне того же года возглавил отряд, входивший в Эриванскую группу войск генерала Дмитрия Абациева. В первой половине июля того же года отряд, которым командовал Воропанов, вёл наступление на мыс Коп, итогом которого стало то, что 5 июля 1915 года передал должность генералу Якову Амасийскому. 11 июля 1915 года был назначен командиром одной из сводных групп, сформированной из частей 4-го Кавказского армейского корпуса, который вёл бои близ Мелязгерта. 13 июля 1915 года отдал приказ оставить мелязгертские позиции и покинул должность из-за болезни. Для излечения от брюшного тифа в начале августа эвакуирован в Тифлис.
С 7 декабря 1915 года по 1917 год был инспектором запасных войск Кавказской армии. 4 сентября 1917 года уволен со службы по болезни.

### Убийство
22 марта 1918 года родовое имение Куриловка подверглось бандитскому налёту, в ходе которого погиб сам генерал Воропанов, его жена и зять Константин Иванович Кузмин. Спаслись дочь и внук генерала Воропанова. Существует ошибочная версия, что убийство было совершено большевиками. Однако именно большевики освободили имение и спасли дочь и полугодовалого внука, прятавшихся в подвале.

## Семья
Был женат. Имел двух детей:
- Дочь — Ольга Николаевна Воропанова (в замужестве Кузмина) — выпускница Смольного института благородных девиц. После прихода к власти большевиков работала в сельском совете. Скончалась в 1938 году в Москве[2].
- Зять — Константин Иванович Кузмин — полковник императорской армии, командир 4-го батальона лейб-гвардии Преображенского полка; убит вместе с тестем 22 марта 1918 года[2].
  - Внук — Кирилл Константинович Кузьмин (18 сентября 1917 — 17 июня 1995) — советский и российский альпинист и гидроэнергетик, заслуженный мастер спорта СССР (1954), заслуженный тренер СССР (1961), шестикратный чемпион СССР по альпинизму, почётный энергетик СССР[2].
- Сын — Николай Николаевич Воропанов — полковник императорской армии, сослуживец Константина Ивановича Кузмина. Белоэмигрант. По состоянию на 1931 год жил в Белграде (Югославия)[2]
  - Внук — Николай Николаевич Воропанов — в 1930 году окончил Первый русский кадетский корпус, также окончил Белградский университет, инженер. Скончался 9 июня 1973 года в Аргентине[2].
    - Правнук — Н. Н. Воропанов[2].

## Награды
- Орден Святого Владимира 2-й степени с мечами (19 декабря 1915)[1];
- Орден Святой Анны 1-й степени (1913)[1][2];
- Орден Святого Станислава 1-й степени (1909)[1][2];
- Орден Святого Владимира 3-й степени (1906)[1][2];
- Орден Святой Анны 2-й степени (1904)[5];
- Орден Святого Владимира 4-й степени с бантом за 25 лет выслуги в офицерских чинах (1901)[5];
- Орден Святого Станислава 2-й степени (1895)[5];
- Орден Святого Георгия 4-й степени (29 апреля 1882)[1][2];
- Золотое оружие «За храбрость» (14 июня 1881)[2][1];
- Орден Святой Анны 3-й степени с мечами и бантом (1881)[1][2];
- Орден Святого Станислава 3-й степени с мечами и бантом (1880)[1][2].